# 시애틀 추장

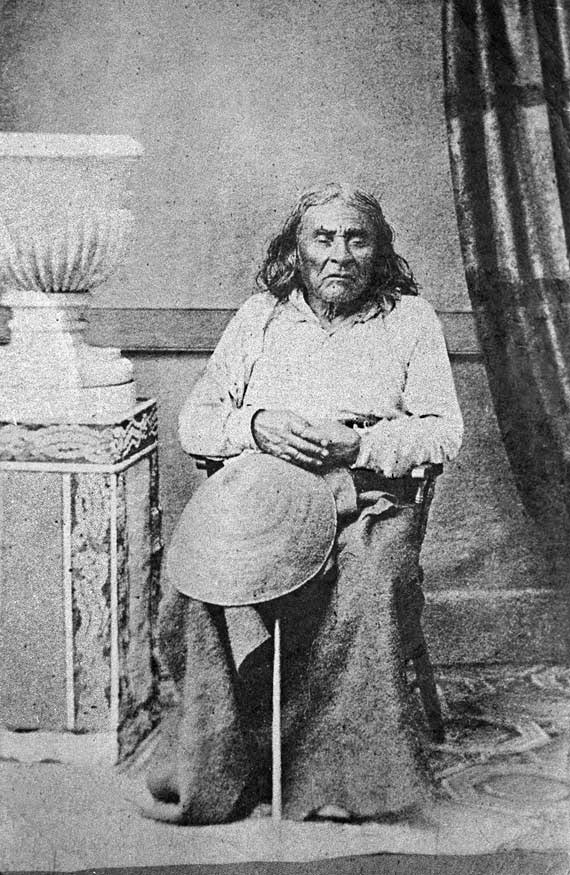
1864년

시애틀 추장(Chief Seattle, 1786년경 ~ 1866년 6월 7일)은 오늘날 워싱턴주에 살았던 아메리카 원주민 추장이다. 두와미시족 어머니와 수쿼미시족 추장 아버지 사이에서 태어났다. 백인들의 환경 파괴를 비판한 연설로 유명하다.